# 暴力団

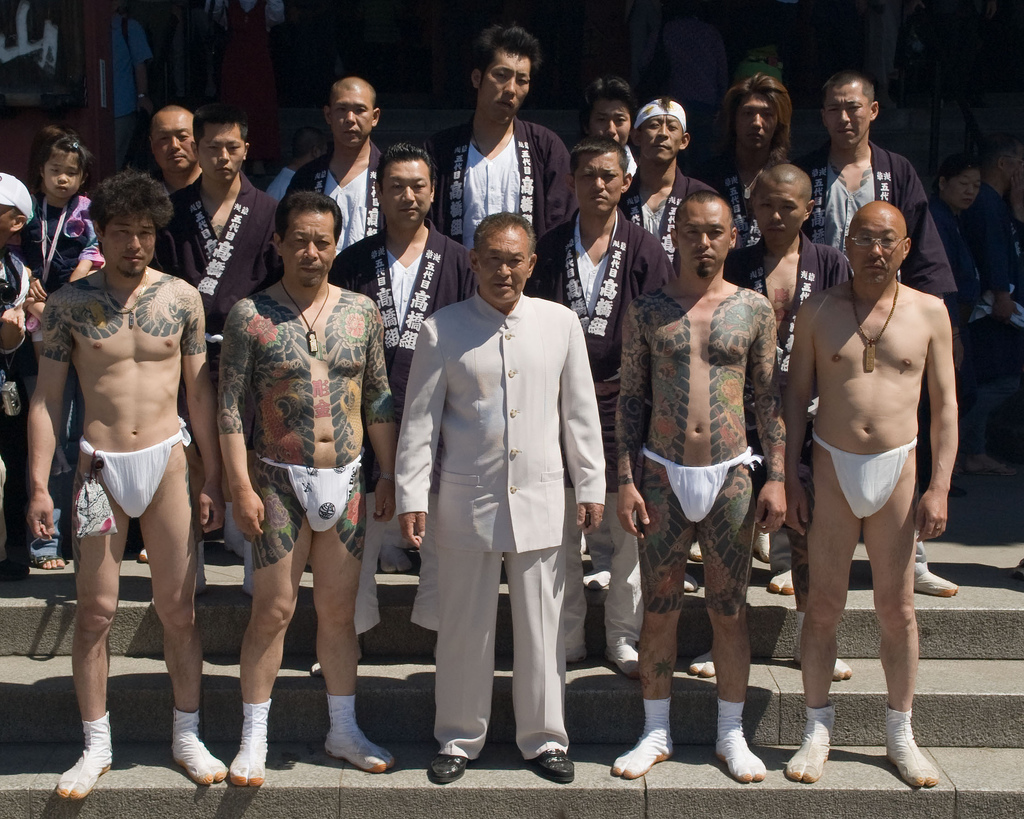
五代目浅草高橋組の組員

暴力団（ぼうりょくだん）とは、「暴力あるいは暴力的脅迫によって自己の私的な目的を達しようとする反社会的集団」。都道府県公安委員会は、暴力団対策法第3条に定める3つの要件の全てに該当する暴力団を、当該団体関係者からの聴聞を経た上で「その暴力団員が集団的に又は常習的に暴力的不法行為等を行うことを助長するおそれが大きい暴力団」と指定するものとされており、これを「指定暴力団」と呼ぶ。その構成員などは2024年末時点で18,800人、そのうち構成員が9,900人、準構成員が8,900人である。最盛期の1963年には184,100人の構成員と準構成員がいたが、警察の捜査や暴力団排除条例、少子高齢化などの影響で大幅に勢力は減退している。

## 呼称
元々「暴力団」は警察が名付けた名称であるが、第二次世界大戦後、マスメディアを通じて一般の間でもその名称で認知されるようになった。警察庁によると、暴力団は従来からの賭博を資金源とする博徒と露天商を資金源とする的屋に、昭和20年代の戦後の日本社会の混乱期に発生した暴力集団である愚連隊が加わり発生した。彼らはヒロポンの密売などの利害関係の対立から離合集散を繰り返したが、昭和30年代には彼らを一括して「暴力団」と呼称することが定着した。
関係者は社会的には「構成員」と呼ばれるが、その他にも「ヤクザ」（転じて「ヤーさん」、「ヤー公」、「ヤっちゃん」等）、「極道」、「任侠」、「渡世人」、「本職」等、末端構成員の場合は「チンピラ」、「三下」等と呼ばれる。
暴力団の通俗的な呼び名として「ヤクザ」があり、その語源には多くの説がある。
- カルタ賭博の追丁株で一番悪い目である「八」「九」「三」の数（いわゆるブタ）から由来するという説
- 喧嘩などの仲裁を行った「役座」という社会的地位に由来するという説

また暴力団員などが自らを美称する呼び名として「極道」があり、その語源の定説は以下の2つ。
- 「男の道を極めし者」から
- 「極道楽」の略で「道楽を極める遊び人」の意

また定説ではないが、元警察官の北芝健は「獄道」が語源という説を提唱している。
暴力団員などは自身の独自の倫理観として「任侠道」（的屋においては神農道）を掲げ、活動に置いての大義名分に使用される。

## 歴史と区分
明治時代に入ってから、急速な産業の発展と共に労働力が不足したことによって人手が必要となった。炭鉱や水運、港湾、大規模工事現場には、農村や漁村から屈強な男性達が集まってきた。これらの男性達の中から、体力、気力がある男性が兄貴分として中心になり、「組」を作っていった。労働者同士による諍いも多くおこり、警察の手が足りない状況であったため、いわゆる自警団的な役割を持った暴力団組織も結成されるようになっていった。
一方、これら勢力を野放しにする事はできず、1931年（昭和6年）には高橋守雄警視総監、1935年（昭和10年）には小栗一雄警視総監の陣頭指揮により東京府内で暴力団、政治結社の構成員らを一斉検挙。1935年（昭和10年）の摘発は、東京以外の府県でも警察に加え内務省警保局が協力した大掛かりなものとなり、同年8月末までの全国の検挙者数は19200人を超えた。
太平洋戦争終結直後は、日本が連合国に敗北し焦土と化したことで物資が不足し闇市が増えていくことになった。露店を本職としているテキ屋系団体が増えていった原因は、敗戦による日本社会の治安が極めて悪かった事があげられる。その中で、新たに戦後の混乱の中で形成された「愚連隊」（ぐれんたい）などの不良集団から暴力団が誕生することもあった。警察側も急成長する暴力団に対して摘発に乗り出し、警視庁管内だけでも1950年（昭和25年）4月に約5000人、同年7月には約200人と大量検挙（暴力団狩りと表現）を行ったが、多くを釈放せざるを得ず焼け石に水の状態が続いた。
また、労働組合の活動が活発化すると、企業側が暴力団を利用して労働争議、ストライキの解消を図ることもあった。
1960年（昭和35年）の三井三池争議では、組合員が争議に介入した暴力団員に刺殺される事件も起きている。
その後、日本の急速な経済復興に伴い沖仲仕、芸能興行など合法的な経済活動にのみ従事する「企業舎弟（フロント企業）」も生まれた。現代の暴力団は的屋の系譜を継ぐ団体（的屋系暴力団）、博徒の系譜を継ぐ団体（博徒系暴力団）の両方があるが、明確な区別は建前上でしかなく、様々な非合法活動を行っている。この当時の暴力団は、公然と活動していることが多く、警察との裏取引（いわゆる「お付き合い」）を行ったり、メディアに露出する傾向もあった。
また、バブル景気の影響により、暴力団の勢力が増大した時期（1986年～1991年）があり、その時期の暴力団は全国の地価高騰を背景に、地上げ屋を行っている。その犯罪行為によって億単位の金を手にする暴力団若手幹部が現れたものであった。
1992年に暴力団対策法が施行され、暴力団は公然の場で活動がしづらくなり資金獲得活動の変更を迫られ、堂々と組の看板を出して事務所を開くことが難しくなった。また2000年代に入り日本全国の地方自治体で暴力団排除条例の制定が進むと構成員に対する日常生活への規制も進み、構成員と判明した人物は、電力・都市ガス・水道の使用契約、公営住宅への入居や同居、生活保護や児童扶養手当の受給、銀行口座の開設、クレジットカード作成、融資の契約などを拒否されるようになった。2013年に発覚したみずほ銀行暴力団融資事件では、自動車を購入した暴力団員へのローンにかかわったみずほ銀行の会長や頭取らが辞任した。このように、各法と条例で暴力団関係者の基本的人権の侵害が懸念されるほどの規制が行われているが、イタリアのマフィア対策統合法のような暴力団の存在自体の非合法化はなされていない。（#構成員、準構成員、密接交際者であることのデメリット参照）
暴対法と暴力団排除条例の施行、日本社会の少子高齢化の進展により、1960年代に最盛期を迎えた暴力団は勢力の減退を続け、2023年時点で全盛期の約9分の1の構成員数と準構成員数になり、その半数が50代以上と高齢化している。（#構成員と準構成員の年齢構成の変遷（高齢化）参照）

## 組織

### 組織名
暴力団自身は自らの組織名として、創設者の姓名、発祥地や拠点とする地名などに「組」「会」「一家」「連合」「連合会」「興業」「総業」などを添えて名乗る場合が多く、組織の代表者は「組」の場合は組長、「会」の場合は会長、「一家」の場合は総長と名乗ることが多い。江戸時代からほとんどの団体は親から継いだ「一家」を冠し、傘下に「組」を冠する団体を置いていた。明治から昭和にかけて複数の一家が集まった「会」などが現れた。令和の現在も「会」の傘下に「一家」を置き、さらにその傘下に「組」や「興業」を置く団体が多いが最大勢力の山口組に関しては他の暴力団に比べ新興組織であるため例外と言える。傘下団体は企業や右翼団体、NPO法人のような組織名を掲げ、一般的な団体と装って資金獲得活動に勤しむこともある。

### 組織構造

典型的な一家構成の例

日本のヤクザは通常、親分（組長）に対して弟分と子分が絶対的に服従する家父長制を模した序列的・擬制的血縁関係を構築することで、この関係によって強固な結束を確実なものにする。一般に、盃事と呼ばれる儀式を経ることによって強い絆で結ばれる。組員は、組長から見て弟分（舎弟）と子分の2つに大別される。子分から見て叔父にあたる舎弟の方が序列は上だが、跡目継承権は子分が上である。組長と組員のみの組織を1次団体と呼ぶ。組員がさらに自らを組長とする団体を組織した場合、この団体は2次団体と呼ばれる。2次団体の組員もまた、自らを組長とする3次団体を組織する。

組のヒエラルキー構成

これを繰り返すことによって暴力団はピラミッド型の階層構造を形成する。例えば山口組は、5次団体までの存在が確認されている。各階層の団体において、当該組長と盃を交わした組員を直参と言う。暴力団組織においては子分相互の間においても厳格に上下関係があり、「分違い（ぶちがい）」といって暴力団社会における一種の人物的な重みの違い、すなわち「貫目（かんめ）」の違いによって上下的な関係がきまり、兄弟盃（的屋系暴力団では義兄弟盃）と言われる盃事によって擬制の兄弟分となる。
組長が引退・死亡した場合には、組員の中から新たな組長が決められる。個々の組織の状況にもよるが、長男に当たる若頭が選ばれる場合が多い。新たな組長が就任すると、他の組員との間で盃直しと呼ばれる儀式が行われ、新たな序列に基づく擬制的血縁関係が再構築される。先代組長が跡目を指名しなかった場合には、組員同士の話し合いや入れ札（投票）で決められる。跡目選定を巡る内部対立から組織分裂に到った例としては、山口組からの一和会の分裂が挙げられる。

### 資金獲得活動と組織内の金の流れ

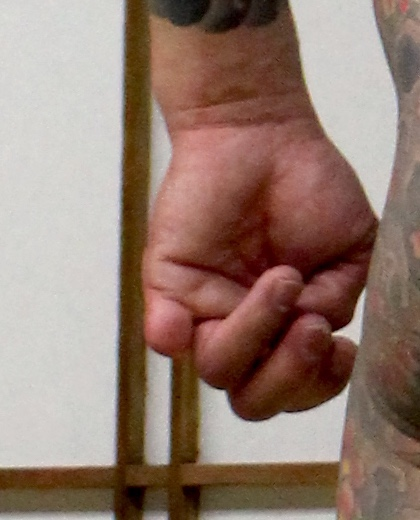
指詰めによって小指の第二関節から先が無いヤクザ

暴力団はヤクザ者のギルド、または相互扶助団体のようなものである。企業のような給与はなく、組に入り立ての時期に組長の家などに住み込んで雑務を行う「部屋住み」の時に組長や兄貴分から貰える小遣いを除けば、各組員は自分自身で生活資金を含めた金を稼がなければならない。親分・子分関係は徒弟制度という側面もあり、建前上は「食うや食わずの若者に渡世を教える」ということになっており、部屋住みの時期に親分や兄貴分から「シノギ（凌ぎ）」と呼ばれる資金獲得の手段を学ぶ。
一方で、組織は「子が親を養う」（親孝行）の建前のもと、組員が代紋を使用すること（シノギの際に組織の名前を使用する等）の対価として組員から一定額の会費を上納させ運営経費に充てる。大組織の親分になると自らの手で違法なシノギをする必要はなく、上納金を組織の運営費や活動資金に充てるほか、上納金で豪邸を構え、愛人を囲い、高級外車に乗り、豪奢な生活を送るのが実態となっている。組員の上納金に関しては2015年の山口組分裂騒動が起こった時点では、直参組長たちに月100万円以上もの上納金が課せられていることが話題となり、同時期の文献には幹部で月40万 - 50万円、二次団体の若頭クラスで月25万円、平組員だと1万円弱を組に収めるとある。また、義理掛けなどの慶弔費もこれとは別に徴収する。また各組織ごとに企業舎弟や顧問先などをもち、そこで得られた利益も上納金として上部組織に納められるようになっている。近年では高額な会報や上部組織の関連企業が扱う各種備品の購入を強要されることもあり、度重なる上納金の強要が組織内の対立と分裂の要因ともなっている。
シノギでは、みかじめ料徴収などの恐喝行為、意に沿わない者や建造物等に対する放火や銃撃、売春の斡旋、覚醒剤や麻薬などの違法薬物取引、強盗、窃盗、賭博開帳、誘拐による身代金、闇金融、総会屋などの非合法な経済活動、何らかの理由で公に出来ない交渉事の請け負いや介入などを行うことが多い。また、日本刀や銃器などを用いた団体間の抗争を行うことがあり、それによる殺人事件も発生している。警察庁では、特に覚せい剤取締法違反、恐喝、賭博及びノミ行為の4種類の犯罪によるシノギを「暴力団の伝統的資金獲得活動」と位置付けているが、暴対法や暴力団排除条例などの施行後は減少傾向にある。一方で、特殊詐欺や取引単価の高い海産物を狙った密漁などが増加傾向にある。
また、法と条例の規制によりシノギが難しくなったことによる組員の困窮化と犯罪の巧妙化と悪質化が問題となっている。その一例として、複数の暴力団関係者が別の組織の組員や犯罪グループと手を組んでATM不正引き出し事件を行った例があげられる。他には生活に困窮した組員による生活保護費を巡る詐欺、拳銃を担保にした借金、結婚式場での売上金の窃盗、電気料金を抑えるためのメーターの違法改造などの事例もあげられている。
シノギでの失態や掟破りに対する組織内での制裁は、指詰めから除籍、破門、絶縁、所払いに至るまで多岐に渡る。

## 構成員と準構成員

### 構成員と準構成員の違い
暴力団のメンバーを指す語として、「暴力団員」「構成員」「組員」などがあり、いずれも同じ意味合いを持つ。一方で、これらを含む「暴力団関係者」の他の例として、組に所属してはいないが組との関係を有し、組員と似たようなこと、あるいは組のスポンサーのようなことを行う者を「準構成員」という。警察庁の定義によれば、準構成員とはすなわち、「構成員ではないが、暴力団と関係を持ちながら、その組織の威力を背景として暴力的不法行為等を行う者、または暴力団に資金や武器を供給するなどして、その組織の維持、運営に協力し、もしくは関与する者」となる。ほか、準構成員よりさらに暴力団と距離を置く「暴力団関係者」を指す「共生者」という警察用語などがある。

### 構成員と準構成員数の変遷（勢力の減退）
暴力団の勢力は戦後の日本社会の混乱期に拡大し続けて、1960年代前半に最盛期を迎え組織数は1961年に5,400組織、構成員と準構成員数は1963年に184,100人の頂点に達した。これに対して警察は1964年から第一次頂上作戦、1970年から第二次頂上作戦を行い、その勢力を減退させた。また1992年には暴力団の活動を大幅に抑制する「暴力団員による不当な行為の防止等に関する法律」（平成3年法律第77号、暴対法）が施行され、1990年代後半時点では構成員と準構成員の総数は8万人前後と最盛期の半分程度までに減少した。
暴力団対策法施行後暫くは、減少した構成員を増加した準構成員で補う形で総数の横ばいが続いたが、2004年以降は共に数を減らしており、2010年から2016年は毎年5,000人～8000人程度、2017年以降は減少幅が少なくなったものの減少している。暴対法と暴力団排除条例はこのように暴力団の活動に打撃を与えて、構成員の減少には効果を上げているが、シノギが行えなくなった暴力団の犯罪の地下組織化も懸念されている。また、減少の一部には構成員から半グレグループに移った者も含まれていて、特殊詐欺や金の密輸などの組織犯罪分野で台頭している。また、暴力団側も近年は新人や下部メンバーを組員として登録せず、傘下の半グレ集団の一員として活動させているとも言われる。
警察庁の発表によれば、2024年末時点の全国の暴力団勢力は18,800人で、20年連続で減少した。その内訳は、暴力団に所属する構成員（組員）が9,900人、所属しないが暴力団の活動に関わる準構成員が8,900人である。

### 構成員と準構成員の年齢構成の変遷（高齢化）
近年の暴力団構成員及び準構成員等の年齢構成は、40歳未満の層の減少が顕著であり、暴力団の高齢化が進んでいる。2022年末時点で構成員と準構成員の総数2万2400人の年齢構成は、20歳代が5.4％、30歳代が12.9％、40歳代が26.3％、50歳代が30.8％、60歳代が12.5％、70歳以上が11.6％で、50歳代以上で半数以上の54.9%を占め、平均年齢は54.2歳である。但し、前述したように、暴力団構成員及び準構成員の減少の一部に半グレグループに流れた者がいること、及び暴力団側も近年は新人や下部メンバーを組員として登録せず、傘下の半グレ集団の一員として活動させているとも言われており、若者の暴力団離れが進んでも、他の犯罪組織グループに属していることに留意する必要がある。
- 1966年（昭和41年）末の時点で、20歳未満は6.3%（9,261人）、20歳代は49.8%（73,259人）、30歳代は29.5%（43,466人）、40歳代は9.0%（13,238人）、50歳代以上は5.4%（7,947人）と、40歳未満の層が約85.6%を占めていた。
- 1984年（昭和59年）末の時点で、20歳未満は1.8%（1,679人）、20歳代は22.6%（21,205人）、30歳代は39.3%（36,945人）、40歳代は25.8%（24,186人）、50歳以上は10.5%（9,895人）と、40歳未満の層が約63.7%を占めていた。
- 1989年（平成元年）版犯罪白書は、若者の暴力団離れと暴力団構成員の中高齢化が進んでいることを指摘しており、暴力団の高齢化自体は、この頃には既に進んでいた[28]。
- 2006年（平成18年）末の時点で、20歳未満は0.1％、20歳代は12.6％、30歳代は30.6％、40歳代は22.1％、50歳代は20.5％、60歳代は11.8％、70歳以上は2.3％であり、40歳未満の層は約43.3%に過ぎず過半数を下回った[29]。
- 2014年（平成26年）末の時点で、20歳未満は0.0%、20歳代は5.1%、30歳代は21.2%、40歳代は33.2%、50歳代は18.5%、60歳代は15.8%　70歳以上は6.2%と、40歳未満の層は約26.3%に過ぎなかった[30]。
- 2019年（令和元年）末の時点で、20歳未満は0.0％、20歳代は4.3％、30歳代は14.0％、40歳代は30.4％、50歳代は28.2％、60歳代は12.3％、70歳以上が10.7％と、40歳未満の層は約18.3%に過ぎず、50歳代以上が51.2%と過半数を占めた[29]。
- 2022年（令和4年）末の時点で、20歳未満は0.5％、20歳代は5.4％、30歳代は12.9％、40歳代は26.3％、50歳代は30.8％、60歳代は12.5％、70歳以上は11.6％と、40歳未満の層は約18.8%に過ぎず、50歳代以上が54.9%と過半数を占め、暴力団構成員の平均年齢が54.2歳（警察庁独自の試算では成人男性の平均年齢は2023年1月時点で55.3歳）となっている[31]。

### 構成員の出自
- 猪野健治は自著『やくざと日本人』（1973年、三笠書房）にて、「ヤクザ組織の構成員は、そのほぼ70パーセントが階層底部に沈殿する被差別階層で占められている」と記している[32]。また、昭和中期の関西や北部九州の部落の悲惨な現状を取り上げ、日本社会に「やくざとなるか土方になるか」しか、選択肢の無い若者が多く存在する事がやくざの温床であるという見解を示しつつ、自身の取材から得た印象として、もとより体系的な統計があるわけではないが、と断りながらも、現在の暴力団員の半数は部落も在日朝鮮人も出自に持たない「市民社会からのドロップアウト組」だろうと推測している[33]。
- 被差別部落出身の詩人・植松安太郎は自著『人間解放をめざして』（1977年、創樹社）にて「ご承知のとおり山口組のなかの70%は部落民だといわれているけれど、関東だって切った張ったのやくざの手下や用心棒のなかには部落民がいっぱいいるわけですよ」と語っている[34]。
- 山口組顧問弁護士を務めた山之内幸夫は『文藝春秋』昭和59年11月号に寄せた「山口組顧問弁護士の手記」において「ヤクザには在日朝鮮人や同和地区出身者が多いのも事実である」「約65万人（当時）[注釈 2]といわれる在日朝鮮人のうち約50%が兵庫・大阪・京都に集中していることと山口組の発展は決して無関係ではなく、山口組は部落差別や在日朝鮮人差別の問題をなしにしては語れない」と述べている[35]。
- デビッド・カプランとアレック・デュブロ共著『ヤクザニッポン的犯罪地下国と右翼』（1991年、第三書館 ）には、「非公式なものであるが、警察は、日本の最大広域暴力団・山口組の構成員2万5千人のうち約70%の者が部落出身者であり、約10%の者が韓国人等の外国人であると考えている」という記述がある[36]。ただし、原書のみで邦訳版では削除されている。加藤久雄が、自身の論文の中でこの記述を引用した。
- 弁護士・遠藤誠は1992年2月に放送された『朝まで生テレビ!』の「激論! 暴力団はなぜなくならないか!?」と題した回に出演の際、日本全国の暴力団員と接触したうえでの結論とし、「3分の1は同和地区出身、残り3分の1は在日韓国人・朝鮮人、残り3分の1は社会的落ちこぼれ」だと語っている。
- 宮崎学、大谷昭宏共著『グリコ・森永事件 最重要参考人M』（2000年、幻冬舎）には「マイノリティが絶対絡んでいると思う。これが関西の事件の特殊性である。たとえば、構成員千人のヤクザ組織があったら、そのうち九百人までがマイノリティである」「関西でヤクザといえば、どうしてもマイノリティになる」という記述がある[37]。
- 元公安調査官・菅沼光弘は、2006年10月19日に行われた東京・外国特派員協会における講演で、山口組のナンバー2である高山清司から聞いた話として、暴力団の出自の内訳は部落（同和）60%、在日韓国・朝鮮人30%、一般の日本人など10%であるという見解を示した[38]。なお、菅沼の現職時代の担当は共産圏分析。また公安調査庁は暴力団自体が管轄外。
- 溝下秀男は二代目工藤連合草野一家（後の三代目工藤會）総長時代の2007年に発売された映像作品『ドキュメント・九州任侠界 クライシス21』でのインタビューにて、学校に行ってない者や、部落、在日韓国人・朝鮮人などが組織の7割方占めている旨を語っている。
- 六代目山口組組長・司忍は2011年に行われた産経新聞のインタビューにて「山口組には家庭環境に恵まれず、いわゆる落ちこぼれが多く、在日韓国、朝鮮人や被差別部落出身者も少なくない」と語っている[39]。
- 溝口敦は『週刊ポスト』2017年 7/21・28 合併号の「ヤクザと在日」と題した記事にて「暴力団業界に在日が多いのは事実」とし、「在日韓国・朝鮮人や被差別部落出身者を排除しない」という伝統的な側面を紹介している[40]。
- 1994年に韓国の週刊誌『時事ジャーナル』が在日韓国人・朝鮮人のヤクザの実態と歴史について取材している[41]。稲川会の相談役である韓国生まれの在日1世のヤクザによると6万人いるヤクザのうち約10%の6千人が在日だと話し、中間幹部クラスに多くても代表クラスには少ないと言い、その理由は外国籍の人物が7年以上の服役を経験した場合、国外退去になる日本の法律のためで、それなりの犯罪を犯した在日のヤクザは逮捕される前に韓国に密航するため、釜山には日本から逃亡した在日のヤクザが多いという。山口組の大阪本部顧問である在日のヤクザは在日がヤクザ業界で勢力を持つに至った理由を話している、太平洋戦争が終わった後、米軍に占領された日本は警察が無いも同然で、日本に残った在日たちが日本の主要な闇市を独占して繁栄した、東京銀座は東声会が、大阪ミナミは明友会が掌握していったが大阪は同じ在日のヤクザである柳川次郎率いる柳川組が先頭に立った山口組の攻撃を受け崩壊した、五代目山口組直系幹部120人のうち20人を柳川組出身の在日が占めた。在日のヤクザは日韓両国政府の極右関係者と緊密に接触し用心棒の提供、利権事業への参加などを行い、在日本大韓民国民団の行動部隊として朝鮮総連への破壊工作も行っていたという。韓国政府と緊密になったきっかけは1965年の日韓会談で、韓国側の政界人の警護を東声会と柳川組が中心となり韓国系ヤクザが数百人規模で引き受けた、その対価として韓国で政界関係者との親交を誇示すれば日本の警察に手配された時に韓国へ逃避する条件も与えられた。日本の政財界の実力者と交友を結んでいた在日のヤクザ幹部に韓国情報機関は情報源として依存し、サッカー、卓球などの国際試合が日本で開かれるときに韓国代表は在日のヤクザに財政的に支援を受けた、これらの過程を経て韓国政府から韓国国内への風俗店、賭場、ホテル業への進出が認められたという。
- 2011年に韓国の月刊誌『月刊朝鮮』は在日韓国人のヤクザである極東会会長・松山眞一を取材している[42]。自身の生い立ちや日韓両国の政治家、在日韓国人の有名人との親交、在日本大韓民国民団との関わりなどについて語っている。
- 2024年の政府統計によると、その年に刑務所に入った暴力団加入者588人の国籍は、日本国籍576人、韓国・朝鮮籍8人、アメリカ籍1人、その他3人となっている[43]。

### 構成員、準構成員、密接交際者であることのデメリット
2000年代に各都道府県や市町村で暴力団排除条例が施行されると、条例の目的に沿って各種事業者は、契約を結ぶ相手方との間で暴力団関係者か否かについて口頭または書面で確認しなければならなくなった。確認の際に暴力団関係者であることを名乗ると、約款を根拠に契約拒否されるか脅迫罪で逮捕される可能性が、また暴力団関係者でないと偽ると、契約が解除されたり詐欺罪で逮捕されたりすることとなる。このため暴力団排除条例が設立されて以降、暴力団を離脱してから5年が経過しない者や暴力団関係者、密接交際者とその家族は各種行政サービス（地方自治体が運営する公営住宅への入居または同居、生活保護、児童扶養手当の受給）が受けられなくなったほか、ライフラインである都市ガス、スーパー等のポイントカード、クレジットカードの入会、銀行口座の開設（既存口座の維持）、不動産の購入・賃貸契約、自動車購入の契約、ホテルへの宿泊、携帯電話の購入、ゴルフ場でのプレーなどができなくなるなど日常生活に大きな制限が掛けられることとなった。溝口敦は「情けないのはヤクザの側ともいえる。法的に突っ込みどころのある暴排条例に反論するような理論武装ができなくなっている」と事実上皮肉を込めて発言している。

### 構成員からの離脱
構成員が暴力団を辞めても暴排条例の規制が5年間は続き、その間は元構成員は就業できないという状態となるケースも多く、辞めたくても辞めることができない構成員も存在する。辞める意向を示す組員に対し支援する動きや支援制度を設けようとする動きも見られるが、一般人には困窮する元組員に対し「自業自得」とみる向きも多い上、支援制度が暴力団に利用される恐れも多く進展していない。警察などの支援で離脱した元構成員は、2006年～2015年の間で約6,120人。一方で、支援を受けて就労に至ったのは147人と約2%にとどまっている。「生活保護を受けたい」などと働く意欲のない者も多く、昔の仲間との関係が切れなかったり、無職のまま金に困って出戻りする例も少なくない。
暴力団離脱者の更生を促す目的で、暴力団追放運動推進都民センターが、離脱者の就労証明書を発行して金融機関に口座開設を働きかける取り組みを行っているが、偽装離脱している恐れがあることと、口座が犯罪や不正使用目的に使われる恐れがあることから、金融機関側は消極的である。2023年にはこれに関連し、暴力団を離脱後5年以上経過しているにもかかわらず口座開設を拒否されたとして、元組員の男性がみずほ銀行を相手取り、10万円の損害賠償を求め水戸簡易裁判所に提訴している（その後水戸地方裁判所に移送）。原告の代理人弁護士は、口座開設の拒否が、社会復帰を妨げる不当な差別であると主張している。

## 暴力団の取り扱い
警察は「過去とは違い、昨今の暴力団は悪辣な犯罪を組織的に敢行している犯罪組織そのもの」ととらえ、壊滅を目標に掲げている。
また、「仁侠の徒として賛美する者は論外」として、暴力団を取り上げた娯楽作品制作に度々横槍を入れている。
代表的な例は、1973年に公開された映画『山口組三代目』である。この時は、製作後に家宅捜索に踏み切り、プロデューサーを22件もの容疑で逮捕するなどの行動に出た。
近年では、2009年に福岡県警察名で「暴力団関係書類、雑誌販売についての協力依頼（要請）」という文書が、福岡県内のコンビニエンスストアに送付された。
これについて、日本雑誌協会や出版社が懸念を示したほか、宮崎学は「表現の自由を規制するおそれがあり、また『要請』となっていても作り手を萎縮させ、自主規制を強めることになりかねない」として損害賠償請求を起こしたが、敗訴している。
北野武は、自らの作品に暴力団が登場する事について「暴力団を賛美した表現をしたことはなく、拳銃を使った人間は幸せになれないようなシナリオにしている」と述べている。

## 指定暴力団
都道府県公安委員会は、暴力団員による不当な行為の防止等に関する法律（暴力団対策法）第3条に定める3要件（「組織の威力を使って資金を獲得している」「一定割合の構成員に暴力団特有の前科がある」「階層的に組織を構成している」）の全てに該当する暴力団を、当該団体関係者からの聴聞を経た上で「その暴力団員が集団的に又は常習的に暴力的不法行為等を行うことを助長するおそれが大きい暴力団」と指定するものとされており、これにより対象団体は「指定暴力団」となる。指定を受けると、官報に公示され3年間の効力が発生する。
指定暴力団の構成員は、他の暴力団よりも強い規制を受けることになる。暴対法第9条では、指定暴力団員が、指定暴力団の威力を示して行う27の「暴力的要求行為」に対し、中止命令や再発防止命令を出すことができる。住民の暮らしを害するおそれがある場合には、組事務所の使用制限命令を出せる。また、指定暴力団員以外の者が、指定暴力団の威力を示して行う同27の行為についても「準暴力的要求行為」として同様の規制を受ける。しかし、同じ行為を、非指定暴力団の構成員が、非指定暴力団の威力を示して行う場合については、暴対法の規制の対象とはされていない。なお、抗争に市民が巻き込まれた場合には、指定暴力団トップの使用者責任を問い（民法715条）、被害者への賠償責任を負わせることもできる。

2025年4月時点で以下の25団体が指定されている。都道府県別に見ると全国最多は福岡県で、工藤會・道仁会・太州会・福博会・浪川会の5団体である。2位は東京都の4団体（住吉会・稲川会・極東会・松葉会）、3位は大阪府の3団体（酒梅組・東組・絆會）。4位は兵庫県（山口組・神戸山口組）、広島県（共政会・俠道会）、岡山県（浅野組・池田組）の各2団体。
警察庁は2012年以降、暴力団の意に沿わない事業者等に対する襲撃事件を「事業者襲撃等事件」と呼び、2007年以降の発生件数を公表している。平成25年版警察白書によれば、2008年から2012年までの間に発生した事業者襲撃等事件の全国ワースト1位は福岡県で57件、2位は佐賀県で7件、3位は東京都で5件、3位は岡山県で5件。福岡県で発生した57件中、30件は工藤會によるものであり、残り27件は福岡県の道仁会と太州会によるものとみられるが、2014年9月以降、福岡県警察が工藤會への頂上作戦を実施したことにより、工藤會による襲撃事件は皆無に抑えられ、全国の事業者襲撃等事件も激減し2020年はわずか1件にとどまっている。
2024年末時点で全暴力団構成員数（約9,900人）に占める指定暴力団構成員数（約9,500人）の比率は96.0%。
| 代紋 | 団体名                        | 本部所在地                                                                     | 代表者名                 | 構成員 （約・人） | 初回指定年月日 | 指定年月日     |
| ---- | ----------------------------- | ------------------------------------------------------------------------------ | ------------------------ | ----------------- | -------------- | -------------- |
|      | 六代目山口組                  | 兵庫県神戸市灘区篠原本町4丁目3-1（北緯34度43分12秒 東経135度13分34.9秒）       | 篠田 健市（司 忍）       | 3,300             | 1992年6月23日  | 2025年6月23日  |
|      | 稲川会                        | 東京都港区六本木7丁目8-4（北緯35度39分54.4秒 東経139度43分46.7秒）             | 内堀 和雄（内堀和也）    | 1,600             | 1992年6月23日  | 2025年6月23日  |
|      | 住吉会                        | 東京都港区芝浦1丁目10-8                                                        | 小川 修 (小川 修司)      | 2,100             | 1992年6月23日  | 2025年6月23日  |
|      | 五代目工藤會                  | 福岡県北九州市小倉北区宇佐町1丁目8-8（北緯33度52分21.8秒 東経130度53分25.1秒） | 野村 悟                  | 200               | 1992年6月26日  | 2025年6月26日  |
|      | 旭琉會                        | 沖縄県中頭郡北中城村字島袋1362                                                 | 糸数 眞                  | 210               | 1992年6月26日  | 2025年6月26日  |
|      | 八代目会津小鉄会              | 京都府京都市左京区一乗寺塚本町21-4                                             | 髙山 義友希（高山 誠賢） | 40                | 1992年7月27日  | 2025年7月27日  |
|      | 六代目共政会                  | 広島県広島市南区南大河町18-10（北緯34度22分15.2秒 東経132度29分5.1秒）         | 荒瀬 進                  | 130               | 1992年7月27日  | 2025年7月27日  |
|      | 七代目合田一家                | 山口県下関市竹崎町3丁目13-6（北緯33度57分6.6秒 東経130度55分16.5秒）           | 金 教煥（末広 誠）       | 30                | 1992年7月27日  | 2025年7月27日  |
|      | 四代目小桜一家                | 鹿児島県鹿児島市甲突町9-24（北緯90度5分3秒 東経6度7分9秒）                     | 平岡 喜榮                | 40                | 1992年7月27日  | 2025年7月27日  |
|      | 五代目浅野組                  | 岡山県笠岡市笠岡615-11（北緯34度30分2秒 東経133度30分33.6秒）                  | 中岡 豊                  | 50                | 1992年12月14日 | 2022年12月14日 |
|      | 道仁会                        | 福岡県久留米市京町247-6（北緯33度19分8.5秒 東経130度29分55.8秒）               | 福田 憲一                | 310               | 1992年12月14日 | 2022年12月14日 |
|      | 二代目親和会                  | 香川県高松市塩上町2丁目14-4（北緯34度20分15.2秒 東経134度3分21.8秒）           | 吉良 博文                | 30                | 1992年12月16日 | 2022年12月16日 |
|      | 双愛会                        | 千葉県市原市潤井戸1343-8（北緯35度31分19.1秒 東経140度10分2.7秒）              | 椎塚 宣                  | 80                | 1992年12月24日 | 2022年12月24日 |
|      | 三代目俠道会 （三代目侠道会） | 広島県尾道市山波町3025-1（北緯34度25分33.2秒 東経133度13分45.1秒）             | 池澤 望                  | 60                | 1993年3月4日   | 2023年3月4日   |
|      | 太州会                        | 福岡県田川市大字弓削田1314-1（北緯33度38分0.5秒 東経130度47分3.4秒）           | 日高 博                  | 70                | 1993年3月4日   | 2023年3月4日   |
|      | 十代目酒梅組                  | 大阪府大阪市西成区太子1丁目3-17（北緯34度38分54.6秒 東経135度30分13.3秒）      | 李 正秀（木下 正秀）     | 10                | 1993年5月26日  | 2023年5月26日  |
|      | 極東会                        | 東京都新宿区歌舞伎町2丁目18-12（北緯35度41分49.6秒 東経139度42分19.4秒）       | 高橋 仁                  | 300               | 1993年7月21日  | 2023年7月21日  |
|      | 二代目東組                    | 大阪府大阪市西成区山王1丁目11-8（北緯34度38分49.4秒 東経135度30分23秒）        | 滝本博司                 | 50                | 1993年8月4日   | 2023年8月4日   |
|      | 松葉会                        | 東京都台東区西浅草2丁目9-8（北緯35度42分46.1秒 東経139度47分24.8秒）           | 伊藤 義克 (伊藤 芳将)    | 280               | 1994年2月10日  | 2024年2月10日  |
|      | 四代目福博会                  | 福岡県福岡市博多区千代5丁目18-15（北緯33度36分31秒 東経130度24分42.6秒）       | 金 國泰（金城 國泰）     | 60                | 2000年2月10日  | 2024年2月10日  |
|      | 二代目浪川会                  | 福岡県大牟田市八江町38-1（北緯33度1分30.6秒 東経130度27分6.3秒）               | 梅木 一馬                | 140               | 2008年2月28日  | 2023年2月28日  |
|      | 神戸山口組                    | 兵庫県加古郡稲美町中村字池之跡1379-10                                          | 井上 邦雄                | 120               | 2016年4月15日  | 2025年4月15日  |
|      | 絆會（旧称・任侠山口組）      | 大阪府寝屋川市香里北之町12-18                                                  | 金 禎紀（織田絆誠）      | 60                | 2018年3月22日  | 2024年3月22日  |
|      | 関東関根組                    | 茨城県土浦市桜町4丁目10-13                                                     | 大塚 逸男（大塚 成晃）   | 80                | 2018年4月25日  | 2024年4月25日  |
|      | 池田組                        | 岡山県岡山市北区田町2丁目12-2                                                  | 金 孝志（池田 孝志）     | 60                | 2021年11月11日 | 2024年11月11日 |

- 初回指定年月日>五十音順。組名・構成員数・代表者名は『令和6年における組織犯罪の情勢』に記載の『図表1-25　指定暴力団一覧表（２５団体）』[98]による。代表者名の（）内は通称、人数は準構成員を除く構成員のみ。

### 指定が取り消されたか失効した団体
- 石川一家（佐賀県） - 1993年2月18日指定、五代目山口組傘下宅見組加入により1995年10月16日取り消し[68]
- 二代目大日本平和会（兵庫県） - 1994年4月7日指定、再度の指定が行われず1997年4月6日失効[68]
- 三代目山野会（熊本県） - 1998年12月21日指定、壊滅により2001年11月8日取り消し[68]
- 極東桜井總家連合会（静岡県） - 1993年7月8日指定、消滅により2005年5月31日取り消し[68]
- 國粹会（東京都） - 1994年5月13日指定、六代目山口組加入により2005年10月31日取り消し[68]
- 中野会（大阪府） - 1999年7月1日指定、解散により2005年12月22日取り消し[68]
- 四代目旭琉会（沖縄県）- 1992年6月26日指定[68]、沖縄旭琉会が吸収合併した上で旭琉會に名称変更したことに伴い2012年3月29日取り消し

### 特定指定暴力団
2012年（平成24年）、指定暴力団の中でも「特に凶悪と見なされる組織」として、「銃撃や火炎瓶を投げ込むなどの危険行為を繰り返す恐れのある組織」を「特定危険指定暴力団」、「抗争で住民の生命や身体に危険が及ぶ恐れがある組織」を「特定抗争指定暴力団」に指定できる暴対法改正案が7月に成立し、10月より施行された。指定により、全国の警察が集中的に両暴力団を取り締まれるだけでなく、警戒区域内の組事務所には出入りができなくなり、構成員がおおむね5人以上集まるだけで逮捕できるようになる。なお、特定危険指定暴力団が暴力的不法行為を行った場合であれば、中止命令を経ることなく逮捕できる。とりわけ危険度の高い九州地方の暴力団の封じ込めを狙いに定めた「改正暴対法」で、2012年12月27日には、いずれも福岡県を本拠とする3団体、工藤會が特定危険指定暴力団に、道仁会と九州誠道会（現・浪川会）が特定抗争指定暴力団に指定された。なお、道仁会と浪川睦会（旧・九州誠道会）に対する特定抗争指定暴力団の指定は2014年6月27日に解除された。2020年1月、六代目山口組と神戸山口組について特定抗争指定暴力団に指定された。2022年12月、六代目山口組と池田組が特定抗争指定暴力団に指定された。

## 主な指定外暴力団
| 団体名           | 本拠所在地           | 代表者名                            |
| ---------------- | -------------------- | ----------------------------------- |
| 源清田交友会     | 茨城県               | 会長・高畠 勇（松葉会役員補佐）     |
| 九州三代目村上組 | 大分県大分市         | 組長・松岡良茂（本名: 松岡 一）     |
| 直嶋義友会       | 大阪府大阪市         | 会長・野田忠志                      |
| 飴德連合会       | 神奈川県横浜市       | 会長・永持英哉                      |
| 横浜金子会       | 神奈川県横浜市       | 会長・寺田 隆（本名: 金子 隆）      |
| 徳力一家         | 神奈川県綾瀬市       | 総長・松本健治                      |
| 丸富連合会       | 京都府京都市         | 会長・北橋 斉（五条露店組合組合長） |
| 四代目大久保一家 | 熊本県熊本市         | 会長・後藤昭裕                      |
| 三代目熊本會     | 熊本県熊本市         | 会長・森原秀徳                      |
| 山心会           | 熊本県               | 会長・井上 厚                       |
| 寄居分家五代目   | 群馬県前橋市         | 総長・五代 博                       |
| 寄居宗家八代目   | 群馬県太田市         | 総裁・川田光雄                      |
| 六代目亀屋一家   | 埼玉県越谷市         | 総長・山崎 誠                       |
| 八代目吉羽会     | 埼玉県久喜市         | 総長・高野守利人                    |
| 十代目櫻井總家   | 静岡県富士市         | 総長・仁藤晴任                      |
| 竹澤会           | 千葉県木更津市       | 会長・太田和春雄（藍谷五代目）      |
| 會津家会         | 東京都新宿区         | 会長・山元信宏                      |
| 浅草甲州家       | 東京都台東区         | 会長・篠原照和                      |
| 姉ヶ崎会         | 東京都台東区         | 会長・中野目重民                    |
| 十代目飯島連合会 | 東京都台東区         | 会長・吉村純輔（飯島宗家十代目）    |
| 岡庭会           | 東京都世田谷区       | 会長・岡庭清一郎                    |
| 川口家本家       | 東京都新宿区         | 代表・大坂 清                       |
| 神田高木七代目   | 東京都               | 総長・長村 昭                       |
|                  |                      |                                     |
| 下谷花島会七代目 | 東京都板橋区         | 総長・大坂 勇                       |
| 上州家会         | 東京都足立区         | 会長・伊藤勝彦（上州家十一代目）    |
| 新門連合会       | 東京都台東区         | 会長・笠間直明（新門本家十代目）    |
| 杉東会           | 東京都新宿区         | 会長・野原朝明（総家野原五代目）    |
| 醍醐会           | 東京都大田区         | 会長・青山秀夫                      |
| 丁字家会         | 東京都台東区         | 会長・中杉拓哉                      |
| 東声会           | 東京都港区六本木     | 会長・早野 泰                       |
| 箸家会           | 東京都文京区         | 会長・嶺村 宏                       |
| 花又会           | 東京都江戸川区       | 代表・清野 昭                       |
| 本郷両国家       | 東京都               | 代表・渡辺俊彦                      |
| 桝屋会           | 東京都台東区         | 会長・大谷健二                      |
| 五代目松坂屋一家 | 東京都練馬区         | 総長・西村宗和                      |
| 東京盛代藤平会   | 栃木県小山市         | 会長・中村国男                      |
| 忠成会           | 兵庫県神戸市兵庫区   | 会長・大森匡晃（本名: 大森忠昭）    |
| 三代目松浦組     | 兵庫県神戸市中央区   | 組長・松田貞次                      |
| 三代目中国高木会 | 広島県広島市安佐南区 | 会長・大源秀吉                      |

※都道府県＞五十音順

## 準暴力団
警察庁は「半グレ集団」と呼ばれる元暴走族グループ等に関し、これらを想定した「準暴力団」という規定を新たに設けたうえで、2013年より実態解明の取り組みを始動させている。
「既存の暴力団のように組長をトップとする上下関係がはっきりしてはいないが、所属メンバーや暴走族OBらが繁華街などで、集団で常習的に暴力的不法行為を行う、暴力団に準じる集団の準暴力団」がその定義で、先立つ2012年に東京で発生した「六本木クラブ襲撃事件」を機としての新設であった。
警察庁によれば、この準暴力団で規定されるグループの一部は暴力団とも密接な関係を有するという。2018年に大阪府警が摘発した半グレ「アビスグループ」は経営するガールズバーの売上の一部を指定暴力団・任侠山口組系の組織に渡していた。
2018年末現在、公表されている「関東連合OB」「怒羅権」「打越スペクターOB」「大田連合OB」を含めた首都圏8団体と2017年に大阪府警が指定した2団体の計10団体が準暴力団と見なされている。
警視庁は2022年12月、庁内の情報を部門横断的に集約して分析し、半グレ集団の摘発につなげる特命班を発足させた。
福岡県警は、半グレ集団対策を専門にした全国初の取締本部を2023年1月に設置した。取締本部は、暴力団や知能犯の捜査などに携わってきた約230人態勢で発足し、複数の特別捜査班が半グレ集団の実態把握や捜査を行う。暴力団が組長を中心とするピラミッド型組織であるのに対し、半グレ集団は指揮命令系統が明確ではなく離合集散を繰り返すことで暴力団よりも実態把握が難しいことから、取締本部はこうした半グレ集団に関する情報を集約・分析して実態を解明し、摘発に繋げる。関東や関西の半グレ集団は暴力団と手を組まずに活動することが多いのに対し、福岡では暴力団の力が相対的に強いため、違法薬物の密売や特殊詐欺などで半グレ集団を配下に従えている実態が見られるとされる。